# Johnny 2.0 – Die Replikantenfabrik
Johnny 2.0 – Die Replikantenfabrik (Originaltitel: Johnny 2.0) ist ein Science-Fiction-Thriller des amerikanischen Regisseurs Neill Fearnley aus dem Jahr 1997.

## Handlung
Der Genforscher Johnny Dalton wird nach einem Überfall militanter Umweltschützer schwer verletzt in ein Krankenhaus gebracht. Als er wieder erwacht, erwartet ihn eine böse Überraschung: Es sind mittlerweile 20 Jahre vergangen und man befindet sich im Jahr 2013. Er selbst ist nur ein Klon, der ohne den Original-Johnny nur eine Woche zu leben hat. Also macht sich der Replikant, genannt „Johnny 2.0“, auf die Suche nach seinem Original. Ihm zur Seite steht die hübsche Nikki Holland.
Zu seinem Entsetzen ist sein Original längst ein Öko-Terrorist geworden. Es beginnt ein actiongeladenener Kampf zwischen Johnny und Johnny 2.0. Zum Schluss kann Johnny 2.0 die bösen Machenschaften der Firma „Azin“ aufdecken.

## Kritik
„Ein recht interessanter Science-Fiction-Plot, der ein wenig mehr als reine Actionunterhaltung zu bieten hat.“

„Der sichtbar preiswert produzierte Sci-Fi-Streifen verschenkt leider sein interessantes Ideenpotenzial.“

„Recht origininelle SF-Actiongeschichte aus der Werkstatt von Fernsehroutinier Neill Fearnley (‚Mantis‘), dem hier die wohl beste Besetzung seiner jungen Karriere zur Verfügung stand. ‚Rasenmäher-Mann‘ Jeff Fahey, Michael Ironside, Promi-Tochter Tahnee Welch und John Neville spielen die Hauptrollen in diesem empfehlenswerten Genrevergnügen, das mit Action und Effekten ebenso wenig geizt wie mit cleveren Einfällen und Dialogwitz. Herausragend in seiner (niedrigen) Budgetklasse, ein echter Geheimtip.“